# التعليم في مرحلة الطفولة المبكرة

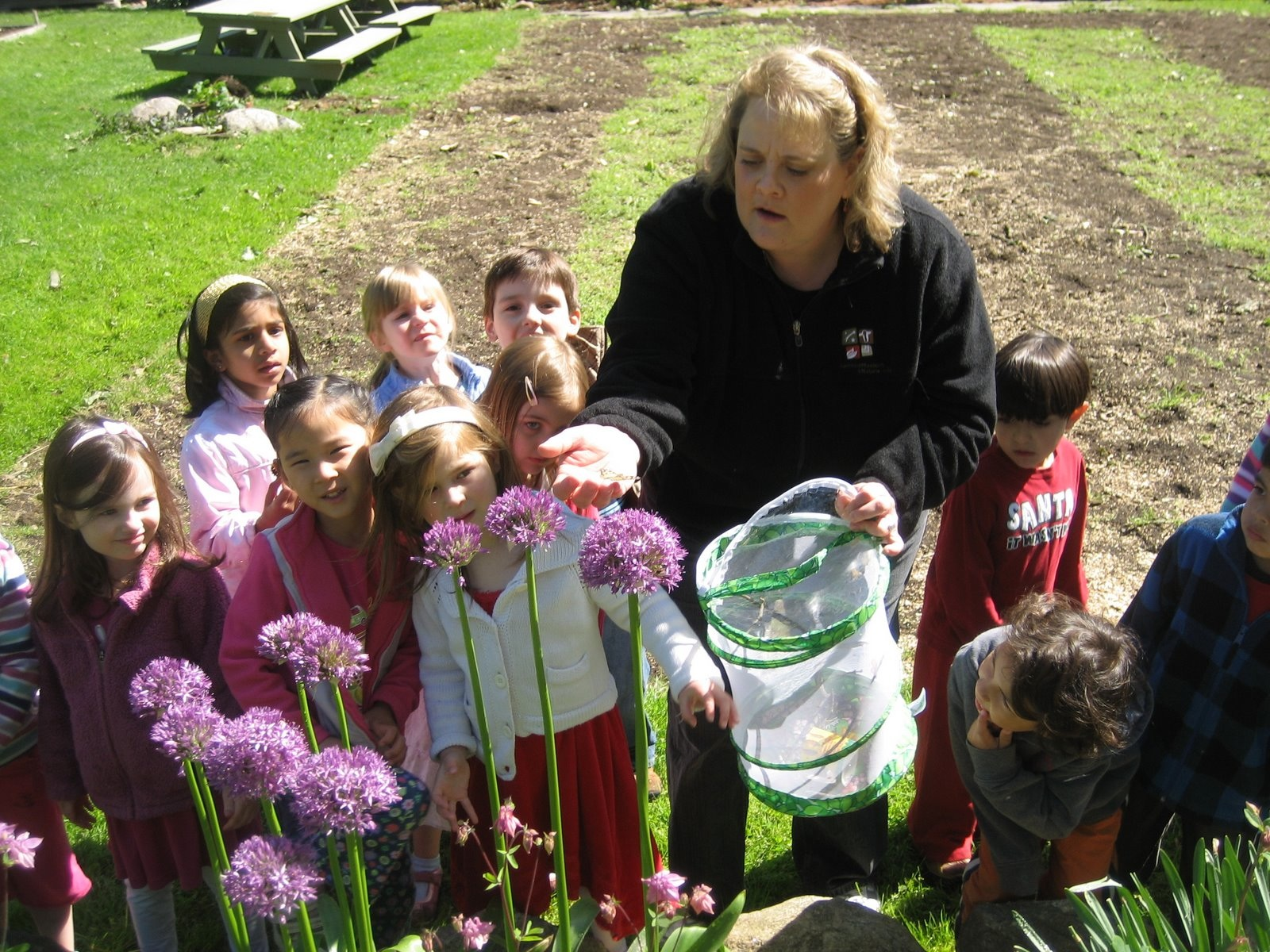

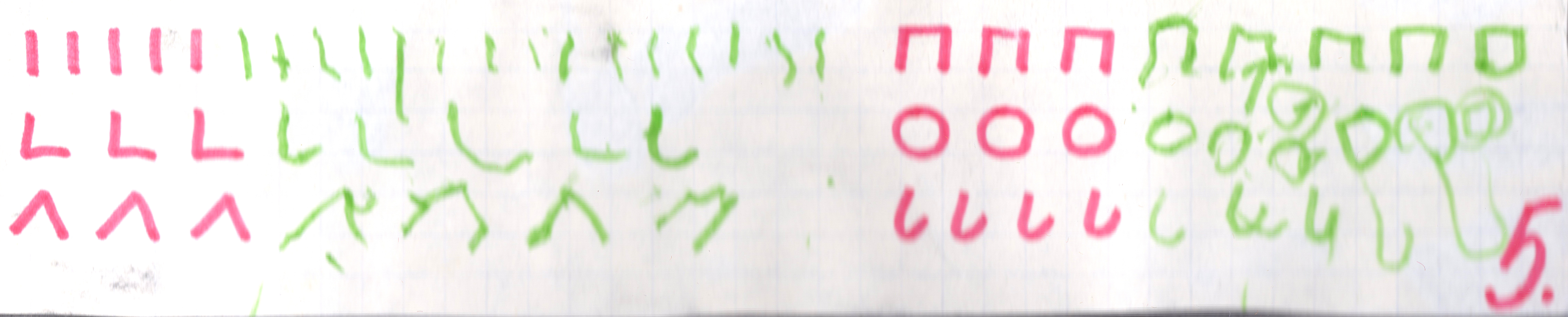

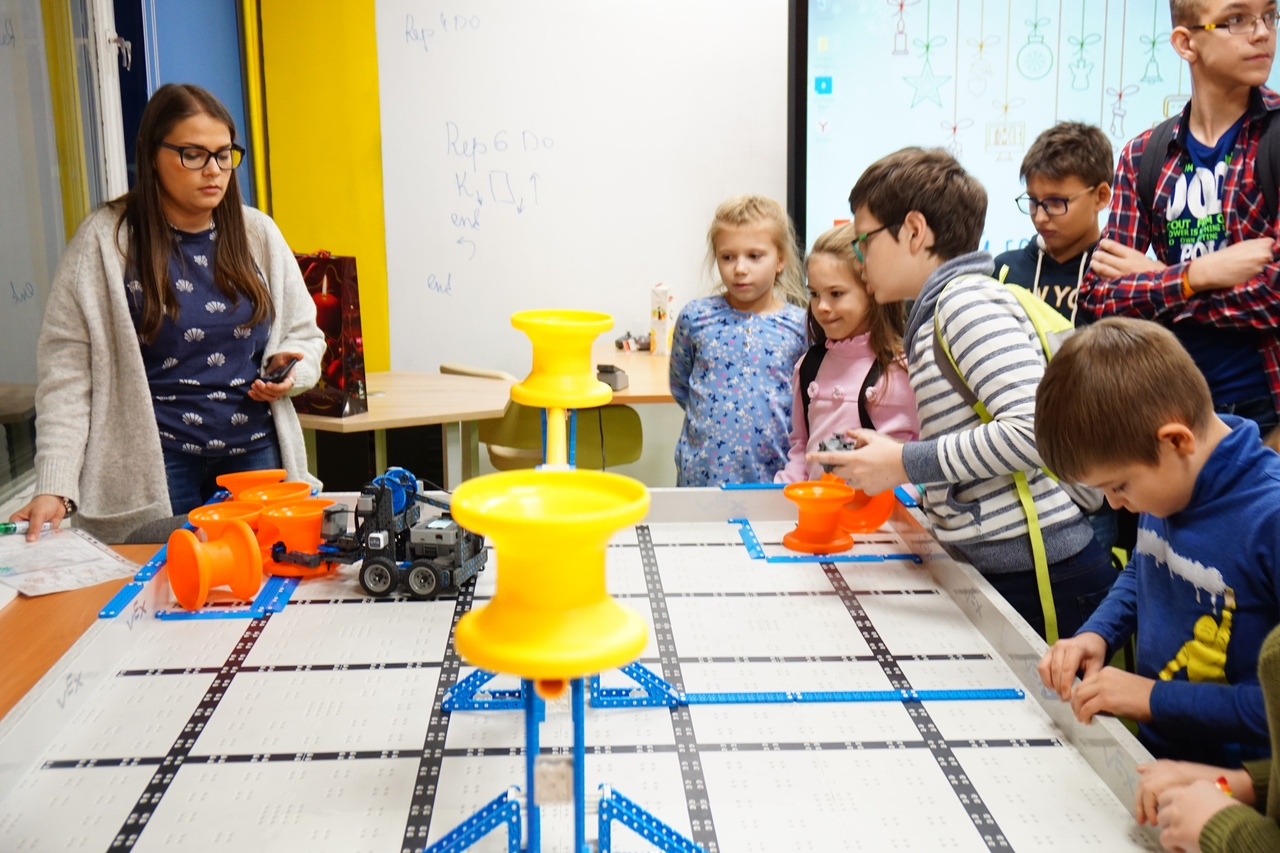

التَّعْليمُ فِي مَرْحَلَة الطُّفولَة المُبَكِّرَة أو ما يُعرف بالتعليم الابتدائي أو تعليم ما قبل المدرسة هو فرع من فروع النظرية التعليمية التي ترتبط بتعليم الأطفال بشكل رَسميّ أو غير رَسميّ منذ الميلاد إلى سن الثامنة (الصف الثالث ابتدائي). وقد اُكتسب هذا المُسمَّى المِهنيَّ من نظام التعليم ما قبل الإعدادي.
نشأ التعليم الإبتدائي كمجال دراسي في عصر التنوير خاصة في البلدان الأوربية ذات معدلات الإلمام بالقراءة والكتابة المرتفعة. استمر التعليم الابتدائي بالنمو حتى القرن التاسع عشر، حيث أصبحت المدارس الابتدائية الشاملة أمرًا طبيعيًا في العالم الغربي. وفي الآونة الأخيرة أصبح التعليم الابتدائي مسألة سياسية سائدة وذلك لأن كلًا من المشرعين الإتحاديين (الفيدراليين) محليين كانوا أو عموميين ينظرون في تمويل مرحلة ما قبل المدرسة وما قبل الروضة كونها فترة مهمة مرتبطة في تكوين وتطوير شخصية لطفل. فمثلًا في كندا تحديدًا مدينة أونتاريو، لا يجوز استخدام مسمى مربي طفولة مبكرة ومربي طفولة مبكرة مسجل إلا من قِبَل الأعضاء المسجلين في كلية معلمي مرحلة الطفولة المبكرة، والتي تتألف من متخصصين معتمدين في رعاية الطفل ومحاسبين وفقًا لمعايير الممارسة في الكلية.

## التاريخ
يشير تاريخ التعليم والرعاية في مرحلة الطفولة المبكرة لتطوير التعليم والرعاية مُنذ الميلاد وحتى سن الثامنة عبر التاريخ. حيث تتمتع الرعاية في هذه المرحلة بنطاق عالمي كونها جزءًا لا يتجزأ من المجتمعات البشرية. وقد تطورت الترتيبات الضرورية للوفاء بهذه الأدوار المجتمعية مع مرور الزمن، وظلت متنوعة بين الثقافات مما ينعكس وبشكل كبير على بنية الأسرة والمجتمع جنباً إلى جنب الدور الاقتصادي والاجتماعي للرجال والنساء. ومن الناحية التاريخية، ففي القرن التاسع عشر تحديدًا برز إضفاء الطابع الرسمي والقانوني على الترتيبات التي تتعلق بتعليم ورعاية مرحلة الطفولة المبكرة كونها لم تكن تخضع للقانون إلى حدٍ ما. بعد القرن العشرين الذي تميز بالتغيير المستمر، شُنت حملة ضخمة تدعو إلى منح المزيد من حقوق المرأة، فكانت المرأة متحمسة لمواصلة التعليم الجامعي والانضمام إلى القوى العاملة. ومع ذلك، لا تزال الأمهات إلى يومنا هذا يواجهن نفس التحديات التي واجهتها الأجيال التي سبقتهن بشأن كيفية رعاية الأطفال الصغار أثناء وجودهنّ في العمل. ظهرت إضفاء الطابع الرسمي على هذه الترتيبات في القرن التاسع عشر مع إنشاء رياض للأطفال للأغراض التعليمية ودور الحضانة النهارية في عدد من المناطق الآوروبية والأمريكية الشمالية والبرازيل والصين والهند وجامايكا والمكسيك.

## السياق

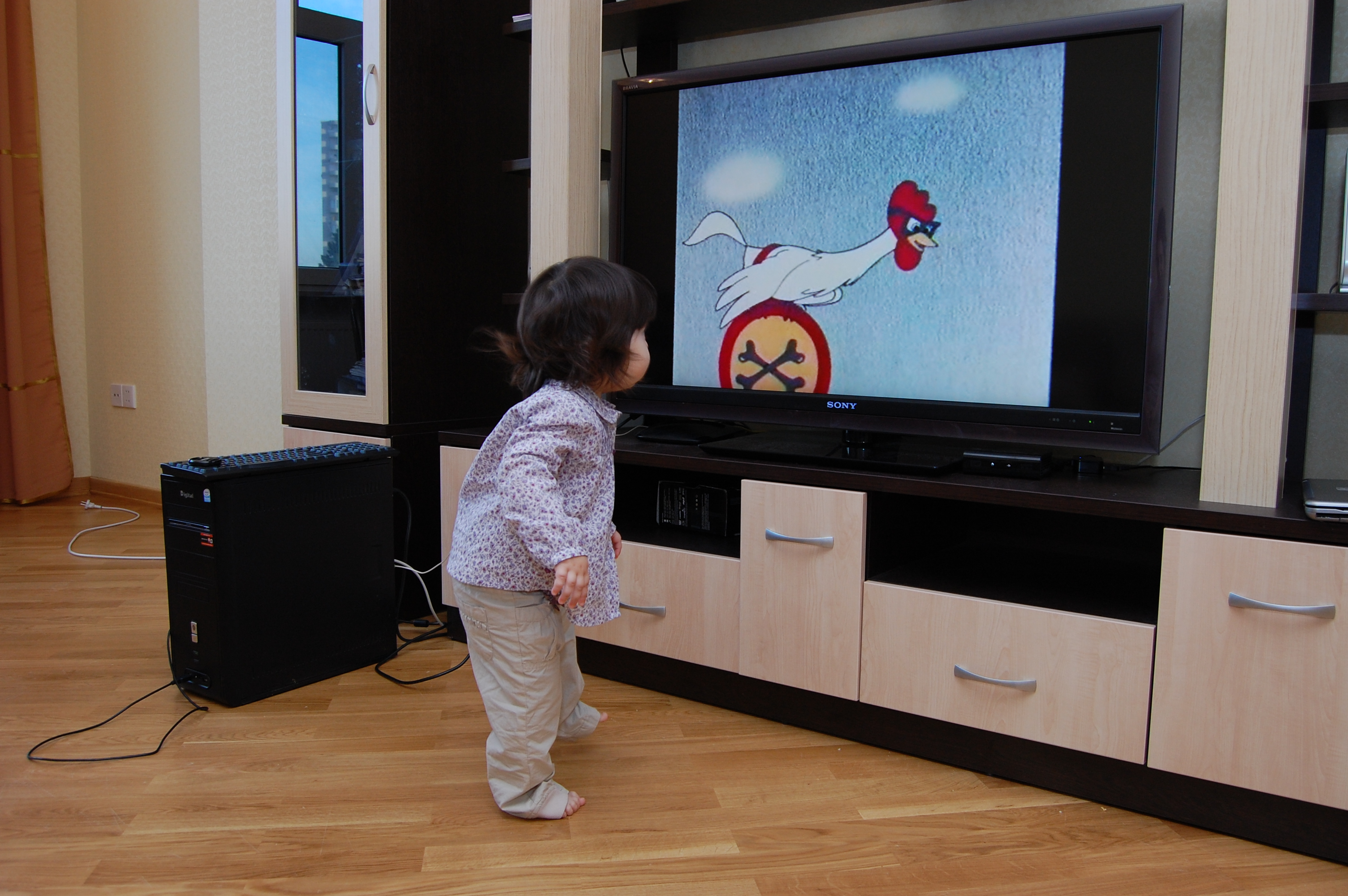

تتميز السنوات الأولى من عمر الطفل بتكوين أول شعور بالذات، ويُعتبر هذا الشعور جوهر هذه الفترة كونه يمكن الطفل من تمييز نفسه عن غيره من الآخرين (تحديدًا كيفية تعامله معهم ). ويُعد الأبوان جزءًا لا يتجزأ من عملية التعليم المبكرة للطفل حيث يعتبران المعلم الأول للطفل.
تعد عملية تمتين الصلة عند الطفل (منذ الميلاد وحتى السنتين) عاملاً مؤثرًا في التعليم على المدى البعيد. يسهل التوجيه السليم على استكشاف وانخراط الطفل في بيئته شيئًا فشيئًا. إن ثبات العلاقة وترابطها بين الأبوين من شأنها أن تنجح عملية تمتين الصلة بينهم وبين الطفل خلال فترة الاستجابة. ولكن عدم تمتين العلاقة بين الأبوين والطفل سيؤثر سلبًا على عاطفة واستقلالية الطفل مستقبلاً، لذا يوجد العديد من الأساليب التي من شأنها تمتين هذه العلاقة لضمان تحفيز الأطفال على اكتشاف البيئة المحيطة بهم بكل راحة. وتوفر مجلة «المراجع الأكاديمية» بحوثاً تجريبية عن التركيز على «تقديم الرعاية التي تؤثر إيجابًا في تمتين العلاقة بين الطفل والأبوين».
يعمل التعليم على تفوق الأطفال أكاديميًا واجتماعيًا، لذلك فإن التعرض الإيجابي والتنظيم للمعلومات يُمكن الأطفال من تعلم أي شيء يريدونه. إن كل السبل والأساليب التي يستخدمها الأطفال في التعلم سيعود عليهم بالنفع الكبير مستقبلاً. فتنمويًا، التأسيس السليم للطفل وفتح أبواب الحرية أمامه ستمكنه من الوصول إلى إمكاناته كاملةً.

## شهادة التدريس
يتطلب تدريس الأطفال بعض المؤهلات من المعلمين الذين يتطلعون إلى الانخراط في هذا المجال. «تشير شهادة التعليم للسنوات المبكرة إلى أن المعلم قد استوفى مجموعة من المعايير التي توضح أنه على دراية بأفضل أساليب التدريس للطلاب الصغار الذين تتراوح أعمارهم بين ال(3-8) سنوات.»
يوجد في الولايات المتحدة الأمريكية جهات ومؤسسات تمنح شهادات لتعليم الأطفال الذين هم في الفترة العمرية من فترة ما قبل المدرسة حتى الصف الثالث ابتدائي. إضافةً إلى ان هُنالك برامج تمنح شهادة مزدوجة لتعليم الأطفال من فترة ما قبل الروضة إلى الصف الثالت، وشهادة تعليم خاصة لتدريس الأطفال من فترة الروضة وحتى الصف الثامن. وهنالك شهادات أخرى كالمسارات الحضرية في مرحلة ما قبل الروضة وحتى الصف الثالت ابتدائي، وهذه المسارات تركز على المدارس الحضرية وإعداد معلمين للتدريس في تلك البيئات المدرسية.
تستغرق هذه البرامج والمسارات عادةً 4 سنوات لإكمالها، وتزود الطلاب بشهاداتهم ليصبحو معلمين في النهاية. إضافة لمنحها الخبرة لهؤلاء الطلاب في مختلف الفصول الدراسية التي تعلمهم كيف يصبحون معلمين.
يتوجب على معلمي الأطفال أن يكونو على دراية بالتطورات التي تطرأ على الأطفال في تلك المرحلة، واختيار المواضيع المطروحة بعناية بما يتوافق مع مستوى تفكير الأطفال؛ حيث تتضمن الآداب والفنون والرياضيات والعلوم. ويتوجب على المعلم أيضًا ضبط الغرفة الصفية بالأساليب السليمة، فمثلاً يعد أسلوب التعزيز الإيجابي أحد أفضل الأساليب المستخدمة مع الأطفال وأسلمها في ضبط الغرفة الصفية.
تختلف القوانين التي تتعلق بشهادات المعلمين في الولايات المتحدة الأمريكية من ولاية لأخرى. فعلى سبيل المثال في ولاية كونيتيكت، على هذه المتطلبات أن تشمل شهادة بكالوريوس و36 ساعة من التعليم الخاص ونتيجة لاختبار براكسيس II وأساسيات كوزيكس لاختبار القراءة وفحص لتاريخ السجل الجنائي.
يقول كل من بورفيروند 2011 كواريز 2010 في تعليم الأطفال بمرحلة الطفولة المبكرة، أن متطلبات تعليم وإصدار الشهادات للمعلمين لا تُظهر البحث حول أفضل السبل لدعم التنمية والتعلم للأطفال في رياض الأطفال حتى الصف الثالث. تلزمُ الولايات المتحدة الأمريكية المعلمين الذين يعملون في مرحلة ما قبل رياض الأطفال المفتوحة أن يكونوا على أتم الاستعداد لتعليم مرحلة الطفولة المبكرة. ووفقًا لبارنيت 2015 فإنه هنالك 45 ولاية تطلب معلمين متخصصين في مجال التعليم في مرحلة الطفولة المبكرة. إلى جانب 30 ولاية تطلب شهادة لا تقل عن درجة البكالوريوس. وحسب (NAEYC 2014), 14 ولاية فقط توظف معلمي رياض الأطفال في عمر الشباب. وفي بقية الولايات قد يطلب من معلمي رياض الأطفال فترة تدريب. ولكن بعض الولايات بل القليل منها قد يطلب منهم تأكيد تعليم طفولة مبكرة (حضانة) لتدريس طلاب الصف الأول أساسي.

## التعلم من خلال اللعب

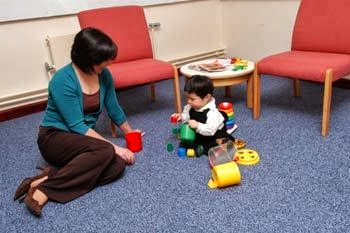

غالبًا ما يعتمد التعليم الطفولة المبكرة على التعلم من خلال اللعب، بناءًا على البحوث وفلسفة جان بياجيه الخاصة؛ والتي تفترض أن اللعب يُلبي الاحتياجات البدنية والفكرية واللغوية والعاطفية والاجتماعية للأطفال (PILES) فإثارة فضول الطفل وتحفيز خياله يعزز عملية التعلم بلا حدود، فالتعلم من خلال اللعب سيفتح أمام الأطفال أبواب التطور المعرفي. إن أقرب شكل من أشكال التعاون بين الأطفال هي أن يتعلم الأطفال من خلال تفاعلاتهم مع الآخرين. ويترتب على هذا تعلم الأطفال بشكل أكثر كفاءة إلى جانب اكتسابهم المزيد من المعرفة من خلال أنشطة، مثل اللعب الدرامي والفن والألعاب الاجتماعية.
يقترح تاسوني أن «بعض فرص اللعب ستعمل على تطوير بعض المجالات الفردية، لكن العديد من الفرص سوف يطور العديد من المجالات الفردية.» وبالتالي من المهم أن يحفز المعلمين نمو عقل الأطفال من خلال اللعب باستخدام أنواع وأساليب مختلفة يوميًا. فمثلاً إن فتح المجال لمساعدة للأطفال في شراء الوجبات الخفيفة يساعد على تطوير مهارات الرياضيات.
وفقًا لديفي فإن قانون الأطفال البريطاني (1989)، يتربط باللعب حيث يتعامل القانون مع المعلمين المشرفين على عملية اللعب ويضع المعايير المناسبة للمكان كلأمان ونوعية وكفاءة الموظفين. يعتبر التعلم من خلال اللعب الطريقة العملية الأكثر تنوعًا حيث تمكن الطفل من التعلم عن طريق اللعب. اقترحت مارغريت ماكميلان (1860-1931) أنه ينبغي إعطاء الأطفال وجبات مدرسية مجانية إلى جانب الفواكه والحليب، وممارسة الكثير من التمارين للحفاظ على صحتهم البدنية والعاطفية. ويضيف رودلف شتاينر (1861-1925)، أن وقت اللعب يسمح للأطفال بالتحدث والتفاعل اجتماعيًا واستخدام خيالهم ومهاراتهم الفكرية. أما ماريا مونتيسوري (1870-1952) فتعتقد أن الأطفال يتعلمون من خلال الحركة والقيام بالنشاطات بالاعتماد على حواسهم. تشمل فوائد النشاط للأطفال الصغار على الفوائد الجسدية (الوزن، قوة العظام، الصحة القلبية، تخفيف التوتر، تحسين المهارات الاجتماعية وتحسين النوم). عندما يكون لدى الطلاب الصغار وقت للعب الجماعي، فإن ذلك يساعدهم أيضًا على أن يكونوا أكثر تعاطفًا تجاه بعضهم البعض.
وفي نهج معاصر، تشجع منظمات مثل الرابطة الوطنية لتعليم الأطفال (NAEYC) تجارب التعلم الموجهة للأطفال والتعلم الفردي والتعلم الملائم من الناحية التنموية كمبادئ أساسية للتعليم في مرحلة الطفولة المبكرة. كما قامت دراسة أجرتها جامعة ولاية أوهايو بتحليل آثار تنفيذ ألعاب الطاولة في الفصول الابتدائية؛ وجدت هذه الدراسة أن تنفيذ ألعاب الطاولة في الفصل الدراسي «ساعد الطلاب على تطوير مهاراتهم الاجتماعية التي انتقلت حفزت مهارات أخرى.» شملت بعض النتائج الإيجابية أن الطلاب يكونون أكثر عمقًا وتعاونًا مع غيرهم من الطلاب، وشملت النتائج السلبية شعور بعض الأطفال بالإقصاء والإحباط من قواعد اللعب.

## نظريات في تعليم الطفولة المبكرة
يستند نهج التفاعل التنموي على نظريات كلّ من (جان بياجيه، إريك إريكسون، جون ديوي، ولوسي سبراغ ميتشل) حيث يرتكز هذا النهج على التعلم من خلال الاكتشاف. أوصى جان جاك روسو بأن يوجّه المعلمون اهتمامات الأطفال الفردية من أجل التأكد بأن كل طفل قد حصل على المعلومات التي ستهمّه لتنميته وتنمية شخصيته. وتشمل المجالات التنموية الخمسة للطفل على: تلبية هذه المجالات التنموية حيث أنه لدى الطفل مجموعة من الاحتياجات التي يجب أن تتوفر لتحسين عملية التعلم. يعرض هرم ماسلو التسلسلي للاحتياجات مستويات مختلفة من الاحتياجات التي يجب توفيرها للطفل.
هرم ماسلو التسلسلي للاحتياجات:

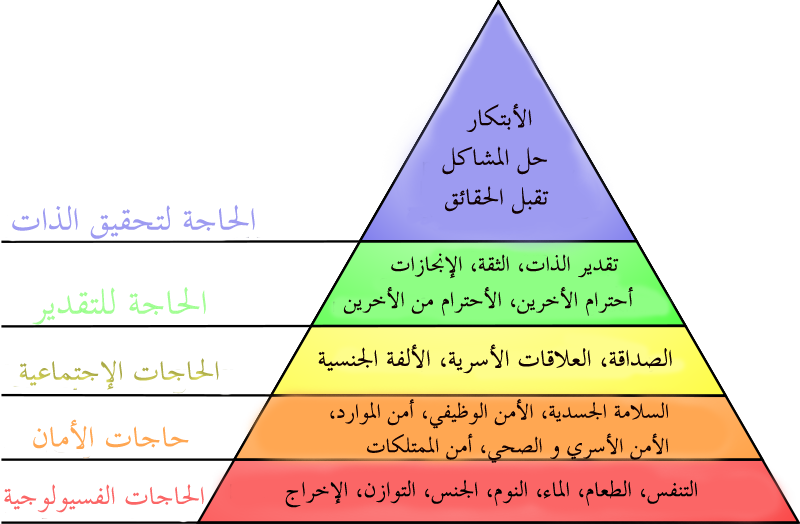
يوضح هذا الشكل تدرج الحاجات عند ماسلو، الاحتياجات الأكثر أهمية عند قاعدة الهرم.

- الحاجات البدنية: الطريقة التي ينمي بها الطفل وظائفه البيولوجية والجسدي، كالبصر والمهارات الحركية.[36]
- الحاجات اجتماعية: الطريقة التي يتفاعل بها الطفل مع الآخرين حيث يطور الأطفال فهمًا لمسؤولياتهم وحقوقهم كأفراد في الأسرة والمجتمع، فضلاً عن تنمية القدرة على التواصل مع الآخرين والتعامل معهم.[37]
- الحاجات العاطفية: الطريقة التي يخلق بها الطفل الروابط العاطفية وتنمية الثقة بالنفس. حيث تتطور روابطه العاطفية عندما يتواصل الأطفال بأشخاص ويعبر لهم عن مشاعره.[38]
- اللغة: الطريقة التي يتواصل بها الطفل فيعبر عن مشاعره وعواطفه للآخرين. فمثلاً في عمر الثلاث أشهر، يوظف الأطفال صيحات مختلفة لتلبية الاحتياجات المختلفة.[38] في عمر الست أشهر يمكن للطفل التعرف على الأصوات الأساسية للغة المنطوقة وتقليدها.[38] في السنوات الثلاث الأولى، يحتاج الأطفال إلى التواصل مع الآخرين من أجل التقاط اللغة ويقاس التطور اللغوي «العادي» بمعدل اكتساب المفردات.[39]
- المهارات المعرفية: الطريقة التي ينظم بها الطفل المعلومات والتي تشمل المهارات المعرفية في حل المشكلات والإبداع والخيال وتنمية الذاكرة فهي تجسد الطريقة التي يفهم بها الأطفال العالم.[38] اعتقد بياجيه أن الأطفال يظهرون اختلافات بارزة في أنماط تفكيرهم أثناء انتقالهم خلال مراحل التطور المعرفي: فترة الحواس، فترة ما قبل استعملها (الحواس) وفترة استعمالها.[40]

### نظرية فيغوتسكي للتعلم الاجتماعي والثقافي
اقترح عالم النفس الروسي ليف فيغوتسكي نظرية التعلم الاجتماعي والثقافي التي تؤكد على تأثير التجارب الاجتماعية والثقافية على التفكير الفردي وتطور العمليات العقلية.
ظهرت نظرية فيغوتسكي في ثلاثينيات القرن العشرين وما زالت تُناقشُ حتى اليوم كوسيلة لتحسين وإصلاح الممارسات التعليمية. في نظريات فيغوتسكي للتعلم، وردت نظرية تدعى بنظرية تطور المنطقة القريبة حيث ترتبط هذه النظرية بالأطفال الذين يقومون ببناء المعرفة عن طريق اكتساب معرفة جديدة بناءًا على مهارات متواجدة لديهم من قبل. تصف النظرية كيفية اكتساب معارف أو مهارات جديدة لم يتم تعلمها بشكل كامل في السابق ولكن بدأت في الظهور. بمجرد أن يبدأ الطفل باكتساب المهارات يجب دعمها وتوجيهها. كل طفل لديه مناطق تطوير مختلفة من النمو القريب. في كل منطقة من مناطق النمو القريبة، يقوم الطفل بالبناء على المهارات السابقة وينميها من خلال تعلم المزيد من المهارات في مجال التطوير القريب أو من خلال الاسترشاد بالمعلمين وأولياء الأمور. تصف النظرية أيضًا كيف أنه حتى مع التدريس فإنها لا تستطيع تغيير نمو الطفل في أي وقت (كونها عملية بنائية).
وقد جادل فيغوتسكي بما أن الإدراك يحدث في سياق اجتماعي، فإن تجاربنا الاجتماعية تشكل طرق تفكيرنا حول العالم وتفسيره. يلعب أشخاص مثل أولياء الأمور والأجداد والمدرسين أدوار حسب ما وصفها فيغوتسكي أشخاص ذوو معرفة وكفاءة. على الرغم من أن فيغوتسكي سبق البنائين الاجتماعيين إلا أنه يصنف على أنه واحد منهم. يؤمن البناؤون الاجتماعيون بأن النظام المعرفي للفرد هو وقت تعليمي تكميلي. دعا فيغوتسكي المعلمين لتيسير عملية للتعليم بدلا من التعليم المباشر (الأسلوب التقليدي أو التلقيني للتعليم). حيث يجب على المعلمين توفير بيئة تعليمية حيث يمكن للطلاب استكشاف وتطوير تعلمهم دون تعليمات مباشرة. ويدعو نهجه المعلمين إلى أهمية دمج احتياجات الطلاب واهتماماتهم. لأن مستويات اهتمام الطلاب وقدراتهم ستختلف وتتمايز.
ومع ذلك يمكن للمدرسين تعزيز التفاهم والتعلم للطلاب. تنص نظرية فيجوتسكي على: «يمكن أن يعزز البالغون التطور المعرفي عن طريق عرض المفاهيم بما يتناسب ويتصل ببيئة الأطفال حيث تؤثر تعاليمهم على عمليات التفكير ووجهات نظر الطلاب عندما يكونون في بيئات جديدة ومتشابهة.» ونظرًا لتشجيع النظرية على تسهيل تعليم الأطفال، فإنه يقترح أن الأشخاص ذوي المعرفة (البالغين) يمكنهم أيضًا تعزيز المعرفة من خلال تكوين معنى تعاوني مع الطلاب أثناء العملية التعليمية. يشجع نهج فيغوتسكي على المشاركة الموجهة واستكشاف الطلاب مع الدعم السليم. حيث يمكن للمدرسين مساعدة الطلاب على تحقيق مستويات التطور المعرفي من خلال تفاعلات منتظمة لعمليات التعلم والتعاون لصنع المعرفة.

### نظرية بياجيه البنائية
النظرية البنائية لجان بياجيه اكتسبت نفوذا في السبعينات والثمانينات. على الرغم من أن بياجيه نفسه كان مهتمًا من الأساس بعلم النفس الوصفي للتطور المعرفي، فهو من وضع الأساس لنظرية التعلم البنائية. إلى أنه اعتقد أن التعلم يأتي من داخل الطفل: يبني الأطفال معرفتهم الخاصة بالعالم من خلال التجربة والتفكير اللاحق. وقال إنه «إذا تم إنشاء المنطق بدلاً من أن يكون مولودًا مع الطفل، فسيكون ذلك أول مهمة تعليمية تتمثل في تكوين التفكير.» في إطار بياجيه، يجب على المعلمين توجيه الأطفال في اكتساب معارفهم الخاصة بدلاً من مجرد نقل المعرفة.
وفقًا لنظرية بياجيه فإنه عندما يواجه الأطفال الصغار معلومات جديدة فإنهم يحاولون استيعابها وفهمها بما يتناسب مع مستوى تفكيرهم وفهمهم للعالم. هناك عمليتان تمكنان الطفل من فهم الواقع كمهارات التكييف والتي تضم مخططات ذهنية وتمثيلات، إضافةً للاستيعاب وهو تركيب معلومات جديدة في المخططات الموجودة مسبقًا. من خلال هاتين العمليتين، يتعلم الأطفال الصغار عن طريق موازنة تمثيلاتهم العقلية بالواقع إلى جانب تعلمهم من الأخطاء.
يؤكد نهج بياجيه على التعليم التجريبي. ففي المدرسة تصبح الخبرات عملية وملموسة أكثر عندما يستكشف الطلاب عن طريق التجربة والخطأ. وهكذا تشمل المكونات الأساسية للتعليم في مرحلة الطفولة المبكرة الاستكشاف والتعامل مع الأشياء وتجربة بيئات جديدة. وفي النهاية يتوصل الطلاب إلى ما يسمى بالتفكير اللاحق والذي لا يقل أهمية عن التجربة والخطأ. كان مفهوم بياجيه الذي يعرف بالـ «التجريد الانعاكسي» مؤثرًا بشكل خاص في التعليم الرياضي. فمن خلال التجريد الانعكاسي يبني الأطفال بنى معرفية أكثر تقدمًا من البنية البسيطة التي لديهم. ويسمح هذا للأطفال بتطوير بنيات رياضية لا يمكن تعلمها من خلال الموازنة وحدها؛ والتي هي الشعور بالخبرات من خلال الاستيعاب والتكييف.
وفقًا لنظرية بياجيه فإن اللغة والتمثيل الرمزي يسبقهما تطور التمثيل العقلي بالمقابل. أظهرت الأبحاث أن مستوى التجريد العكسي الذي حققه الأطفال الصغار يحد من الدرجة التي يمكن أن يمثلوا بها الكميات المادية بأرقام مكتوبة. ورأى بياجيه أنه يمكن للأطفال اتخاذ الإجراءات الخاصة بهم للعمليات الحسابية الأربع دون أن يدرسوا أي قواعد تقليدية. وفي النهاية تشير نظرية بياجيه إلى أن أجهزة الكمبيوتر يمكن أن تكون أداة تعليمية رائعة للأطفال الصغار عند استخدامها لدعم تصميم وبناء مشاريعهم. وجد مكارك وزيامونيج أن اللعب بالكمبيوتر يتوافق مع هذه النظرية. وعلى عكس ذلك وجد بلومان وستيفن أن فعالية أجهزة الكمبيوتر محدودة في بيئة ما قبل المدرسة حيث تشير نتائجها إلى أن أجهزة الكمبيوتر تكون فعالة فقط عند توجيهها من قِبل المعلم ويشير هذا وفقًا للنظرية البنائية إلى أن دور معلمي ما قبل المدرسة جوهري في تبني أجهزة الكمبيوتر بنجاح.

### نظرية كولب للتعلم التجريبي
نظرية التعلم التجريبي لديفيد كولب المُتأثر بكلّ من جون ديوي وكورت ليفين وجان بياجيه. تنص على أن الأطفال يحتاجون إلى التجربة من أجل الحصول على المعرفة حيث: «إن عملية بناء المعرفة من خلال حوّل التجربة إلى معرفة.» فالمعرفة ما هي إلا مزيج من استيعاب، فهم وتحويل التجربة. تتميز نظرية التعلم التجريبية بكون الأطفال ينظَر إليهم ويتعلمون كأفراد وليس كمجموعات. عندما يستكشف الطفل ويلاحظه، يطرح المعلمون أسئلة على الطفل مما يمكن الطفل بعد ذلك بالبناء على المعرفة والتجربة السابقة لتعلم معلومات جديدة.
يقسم منهج كولب دورة التعلم إلى أربع مراحل: التجربة الملموسة والملاحظة العاكسة والمفاهيم المجردة والتجريب النشط. حيث يلاحظ الأطفال مواقف جديدة، ويفكرون في الموقف، ويحددون معنى الموقف، ثم يختبروا هذا المعنى في العالم من حولهم.

## الآثار العملية للتعليم في مرحلة الطفولة المبكرة
أظهرت الدراسات في العقود الأخيرة أن التعليم في مرحلة الطفولة المبكرة أمر بالغ الأهمية في إعداد الأطفال للالتحاق والنجاح في الفصول الدراسية (المدرسة الابتدائية)، مما يقلل من خطر مشاكل الصحة العقلية الاجتماعية العاطفية وزيادة الاكتفاء الذاتي على المدى البعيد. بمعنى آخر، يجب ان يتعلم الطفل على الأشياء وأن يكون منفتحًا على التفسيرات والتفكير النقدي. أي على الطفل أن يتعلم التفكير بلا حدود وحواجز بل يفكر فيما وراء التفكير، فليس هنالك أي موضوع محرم على التفكير، بدءًا من المعرفة الأساسية حول العالم الذي يعيش فيه وانتهاءًا بأمور أكثر عمقًا كالأخلاق والدين والعلوم.
يمكن للتحفيز البصري والاستجابة في فترة الـ 3 أشهر أن يكون مؤشراً عالياً على الذكاء اللفظي والعقلي في سن 4 سنوات. إن تقدير الأهل لأهمية التعليم المبكر للأطفال سيعود ذلك بالنفع على قوة حضور أبناءهم. مما يتيح للأطفال الفرصة لبناء وتعزيز علاقات الثقة مع المعلمين والعلاقات الاجتماعية مع أقرانهم.
يتمتع التعليم المبكر للأطفال بالقدرة على البدء بشكل وقائي في سد فجوة التحصيل العلمي بين الطلاب ذوي الدخل المنخفض والدخل المرتفع قبل بدء التعليم الرسمي من خلال توفير التعليم في أكثر السنوات أهمية في تكوين شخصية الطفل. غالبًا ما يدخل الأطفال ذوي المستوى الاقتصادي المرتفع مرحلة التعليم المبكر قبل أقرانهم من ذوي الدخل المنخفض، مما سبب تفاوتًا من ناحية مجموع المفردات اللغوية حيث يساوي مجموع المفردات عند الأطفال ذوي الدخل المرتفع ثلاثة أضعاف الأطفال ذوي الدخل المنخفض. ومع ذلك، فقد أثر التعليم المبكر للأطفال في زيادة معدلات التخرج من المدارس الثانوية وتحسين الأداء في الاختبارات الموحدة وتقليل تكرار الصفوف وعدد الأطفال الملتحقين بالتعليم الخاص. لا سيما منذ ضرب الموجة الأولى من نتائج مشروع بيري ما قبل المدرسة؛ حيث كان هناك إجماع واسع النطاق على أن جودة برامج التعليم في مرحلة الطفولة المبكرة ترتبط مع المكاسب في معدلات ذكاء الأطفال ذوي الدخل المنخفض وعشرات الاختبارات إضافة إلى انخفاض معدلات الالتحاق بالمدارس التابعة للتعليم الخاص.
أفادت العديد من الدراسات أن الأطفال الملتحقين بالتعليم المبكر يزيدون من معدل حاصل ذكائهم (IQ) بنسبة 4-11 نقطة بحلول سن الخامسة، بينما أفادت دراسة في ميلووكي بزيادة قدرها 25 نقطة. إضافة إلى ذلك حقق الطلاب الذين تم تسجيلهم في مشروع الابسيديريان للطفولة المبكرة درجات أعلى بكثير في اختبارات القراءة والرياضيات في سن الخامسة عشرة من الطلاب الذين لم يشاركوا في برامج الطفولة المبكرة. وهدا مشروع دراسة استشهد به في كثير من الأحيان من قبل التعليم المبكر للأطفال. بالإضافة إلى ذلك، فإن 36% من الطلاب الملتحقين في الابسيديريان في مرحلة ما قبل المدرسة سوف يلتحقون في وقت لاحق في كليات مدتها أربع سنوات مقارنة مع 14% من طلاب المجموعة الضابطة. يعود التعليم لمبكر للأطفال بنتائج مبهرة اجتماعيًا واقتصاديًا على الفرد إلى جانب المصلحة الاجتماعية. على سبيل المثال بحلول سن 26 عامًا كان الطلاب الذين التحقوا بمراكز الآباء والأمهات في شيكاغو أقل عرضة للاعتقال وتعاطي المخدرات وتلقي قسائم الطعام بل وكانوا أكثر عرضة للحصول على شهادات الثانوية والتأمين الصحي والعمل بدوام كامل.
يحدد تقرير التنمية في العالم لعام 2019 الصادر عن البنك الدولي الطبيعة المتغيرة للعمل وبرامج تنمية الطفولة المبكرة، باعتبارها واحدة من أكثر الطرق فعالية للحكومة حتى تزود الأطفال بالمهارات التي سيحتاجون إليها لتحقيق النجاح في أسواق العمل مستقبلاً.

## مشروع بيري ما قبل المدرسة
يعد مشروع بيري ما قبل المدرسة المنفّذ بالستينيات في يبسيلانتي، من أقدم التجارب الاجتماعية في مجال التعليم في مرحلة الطفولة المبكرة. وقد أثر بشكل كبير على السياسة في الولايات المتحدة الأمريكية وحول العالم. خضع للتجربة 128 طفلاً أميركياً من أصل أفريقي ما بين الثلاث والأربع سنوات وكانت هذه العينة تعاني من الحرمان المعرفي كونها من الأسر ذات الدخل المنخفض.
وقد تم اختيار هذه العينة بشكل عشوائي وتوزيعهم في مجموعات علاج وسيطرة. بالنسبة لمجموعة العلاج فقد تخللت أيام الدراسة النشطة خلال الأسبوع جلسات تعلم لمدة 2.5 ساعة في اليوم الواحد. إضافة إلى زيارات أسبوعية من المعلمين إلى منازل الأطفال لمدة 1.5 ساعة، الهدف منها تحسين التفاعلات بين الوالدين والطفل في المنزل.
أظهرت التقييمات الأولية لمشروع بيري أن برنامج ما قبل المدرسة فشل في زيادة كبيرة في قياس معدل الذكاء. ومع ذلك، فقد أظهرت التقييمات اللاحقة التي تابعت المشاركين لأكثر من خمسين عامًا العوائد والفوائد الاقتصادية طويلة الأجل للبرنامج حتى بعد حساب حجم العينة الصغير للتجربة وبغض النظر عن العيوب في إجراء التوزيع العشوائي لها واستنزاف العينة فقد كان هناك أدلة قوية على آثار المعاملة الكبيرة على الإدانات الجنائية للمشاركين الذكور، لا سيما فيما يتعلق بجرائم العنف ومكاسبهم في سن البلوغ.
تشير الأبحاث إلى أن التحسينات في المهارات غير المعرفية (اجتماعية) والأداء التنفيذي والبيئة المنزلية للطفولة والتعلق الطفل بالوالدين التي تعتبر مصادر محتملة للتأثيرات الطويلة الأجل الملحوظة للبرنامج. وتشمل فوائد المشروع أيضًا على تحسينات في الصحة العقلية فترة منتصف العمر للمشاركين من الذكور والإناث.
توضح نتائج الأبحاث أيضًا إلى الآثار غير المباشرة لمشروع بيري فالـ "أطفال المشاركين المعالجين قد حصلو على إيقاف مدرسي لكن بنسبة أقل ومستويات أعلى من التعليم والتوظيف ومستويات مشاركة أقل في الجريمة مقارنة بأطفال غير المشاركين ببرنامج العلاج وبشكل خاص على الذكور منهم. ترتبط آثار العلاج بتحسن البيئات المنزلية للطفولة. « توثق الدراسة أيضًا التأثيرات المفيدة على الأشقاء الذكور من المشاركين الأصليين.»
إن الأدلة من مشروع بيري ما قبل المدرسة جديرة بالملاحظة بأنها تدعو إلى الإنفاق العام على برامج الطفولة المبكرة كاستثمار اقتصادي يعود بالنفع على المجتمع ككُل في المستقبل وليس لصالح العدالة الاجتماعية.

## سياسة التعليم في مرحلة الطفولة المبكرة في الولايات المتحدة
كانت معالجة السنوات الأولى للطفل جوهر رئيسي في التعليم العام، ودافع وطني لسياسة الولايات والسياسة الفيدرالية على المستوى الفيدرالي في العقد الذي مضى، وقد جعلت إدارة باراك أوباما من تحدي السباق إلى قمة التعليم المبكر مبدأً أساسياً في مبادرة إصلاح التعليم الخاصة بهم. حيث منحت 500 مليون دولار للولايات التي تضع خططًا شاملة للتعليم في مرحلة الطفولة المبكرة. وفقًا لوزارة التعليم بالولايات المتحدة الأمريكية يرتكز هذا البرنامج على تحسين برامج التعلم والتطوير المبكرة للأطفال الصغار من خلال دعم جهود الولاية من أجل:
- زيادة عدد ونسبة الأطفال ذوي الدخل المنخفض والمحرومين في كل فئة عمرية من الأطفال الرضع والأطفال الصغار ومرحلة ما قبل المدرسة المسجلين في برامج التعليم المبكر عالية الجودة.
- تصميم وتنفيذ نظام متكامل من برامج وخدمات التعليم المبكر عالية الجودة.
- ضمان أن أي استخدام للتقييمات يتوافق مع توصيات تقارير مجلس البحوث الوطني في مرحلة الطفولة المبكرة.

وإضافةً إلى ذلك قام فريق ديموقراطي كبير بدعم البداية القوية لقانون أطفال أمريكا في عام 2013، والذي يوفر التعليم المجاني في مرحلة الطفولة المبكرة للأسر ذات الدخل المنخفض. سيولد القانون الزخم والدعم تحديدًا للولايات التي تطلع لتوسيع نطاق التعليم المبكر للأطفال من خلال التمويل بمنح والعطاءات والألقاب كاللقب الثاني (شراكات جودة التعلم)، والثالث (رعاية الطفل) والرابع (الأمهات والرضع والزيارات المنزلية)؛ وتحميل الولايات المشاركة مسؤولية معايير التعلم المبكر.
تُقدم منح «البداية المباشرة» مباشرةً إلى المنظمات العامة أو الخاصة غير الربحية بما في ذلك المنظمات المجتمعية والعقائدية أو الوكالات الربحية داخل مجتمع رأس مالي. ونفس الفئات من المنظمات مؤهلة للتقدم بطلب للحصول على برنامج البداية المبكرة باستثناء أن المتقدمين ليسوا من المجتمع الذي سيعملون به.
أنشأت العديد من الولايات وكالات جديدة لتعليم الطفولة المبكرة. حيث كانت ولاية ماساتشوستس أول ولاية تنشئ إدارة موحدة ترتكز على التعلم والرعاية في مرحلة الطفولة المبكرة. وأنشأت حكومة ولاية مينيسوتا برنامجًا للمنح الدراسية للتعليم المبكر، حيث مكّن للعائلات التي لديها أطفال صغار من تلبية متطلبات الغداء المجانية والمنخفضة لرياض الأطفال وتمكنو أيضاً من الحصول على منح دراسية للتسجيل ببرنانج التعليم المبكر. وفي كاليفورنيا قاد داريل شتاينبرغ ائتلافًا لتمرير قانون الاستعداد لرياض الأطفال الذي ينشئ نظامًا للطفولة المبكرة للولاية يدعم الأطفال منذ الميلاد وحتى سن الخامسة، ويوفر إمكانية التسجيل ببرنامج التعليم المبكر للأطفال لجميع الأطفال الذين تبلغ أعمارهم 4 سنوات في الولاية. كما أنشأ مكتبًا للطفولة المبكرة وظيفته إنشاء منهج لتعليم الطفولة المبكرة يتماشى مع سلسلة K-12 المستمرة.
وضعت بعض الولايات تشريعات بشأن التعليم في مرحلة الطفولة المبكرة. ففي ولاية كاليفورنيا على سبيل المثال غُيّر قانون الاستعداد لرياض الأطفال 2010 السن القانوني للالتحاق في رياض الأطفال والصف الأول وأنشأ برنامج رياض الأطفال الانتقالي.
ارتفع التمويل الحكومي لمرحلة ما قبل الروضة بمقدار 363.6 مليون دولار ليصبح المجموع 5.6 مليار دولار، بزيادة قدرها 6.9% من 2012 إلى 2013. وتمول 40 ولاية برامج ما قبل الروضة.
حاليا، أحد أكبر التحديات التي تواجه أمريكا فيما يتعلق ببرنامج تعليم الطفولة المبكرة هو ندرة القوى العاملة، ويعزى ذلك بشكل جزئي إلى انخفاض التعويض عن العمل الشاق. حيث يصل متوسط مساعد التدريس في مرحلة الطفولة المبكرة على راتب سنوي قدره 10500 دولار، بينما يحصل مدرسو الطفولة المبكرة الأعلى أجراً 18,000 دولار في المتوسط. يبلغ معدل دوران موظفي اللجنة الاقتصادية لأوروبا 31% في السنة. التحدي الآخر هو ضمان جودة برامج التعليم المبكر للأطفال كونه مجالاً جديدًاّ نسبيًا. يوجد هناك القليل من الأبحاث والإجماع حول ما الذي يجعل البرنامج جيدًا. ومع ذلك، فإن الرابطة الوطنية لتعليم الأطفال الصغار (NAEYC) والتي هي منظمة وطنية حددت معايير التعليم لمبكر للأطفال القائمة على الأدلة وتعتمد برامج الجودة. يمكن للحكومة الفيدرالية أن تلعب دورًا رئيسيًا في وضع معايير تعليم الطفولة المبكر دعماً للدور القيادي الذي أنشأته.
لعب النظام القانوني الأمريكي أيضًا دورًا في تعليم الطفولة المبكرة. يمكن لحالات الكفاية إنشاء قوة دفع قانونية قوية للولايات لتوفير وصول عالمي للتعليم الطفولي المبكر. بالاعتماد على البحوث الغنية التي توضح أنه بحلول الوقت الذي يدخل فيه الأطفال إلى المدرسة سيظهر التفاوت بين الطلاب منخفضي الدخل والطلاب مرتفعي الدخل. وقد حكمت بعض المحاكم على بعض الولايات كولاية نيوجيرسي ومقاطعات أخرى عليها سوابق مبكرة ولكن غير مكتملة في النظر إلى «التعليم المناسب» كتعليم يلبي الاحتياجات المحددة بشكل أفضل في مرحلة الطفولة المبكرة، بما في ذلك التعليم الفوري والمستمر تدخلات محو الأمية.
ففي قضية (Abbott v. Burke 1998)، طلبت المحكمة العليا في نيو جيرسي من المناطق التعليمية الأكثر فقراً في الولاية أن تنفذ برامج تعليم الطفولة المبكرة عالية الجودة وروضة أطفال ليوم كامل لجميع الأطفال الذي هم ما بين سن الثالثة والرابعة إلى جانب الحكم بأن نيوجيرسي بحاجة إلى تخصيص المزيد من الأموال لمرحلة ما قبل المدرسة في المجتمعات ذات الدخل المنخفض من أجل تحقيق «كفاية تعليمية»، أذنت المحكمة العليا أيضًا لوزارة التعليم في الولاية بالتعاون «مع برامج الطفولة المبكرة والرعاية النهارية في المجتمع» لتنفيذ انتشار عالمي لهذا البرنامج.

## الاتفاقيات الدولية
عُقد المؤتمر العالمي الأول للرعاية والتعليم في مرحلة الطفولة المبكرة في موسكو في الفترة من 27 إلى 29 سبتمبر 2010، والذي نظمته اليونسكو. الأهداف العامة للمؤتمر هي:
- إعادة تأكيد التعليم الطفولي المبكر (ECCE) كحق لجميع الأطفال وكأساس للتنمية.
- تقييم مدى تقدم الدول الأعضاء نحو تحقيق الهدف الأول من التعليم للجميع.
- تحديد القيود الملزمة نحو تحقيق التوسع العادل المقصود في الوصول إلى خدمات التعلم الطفولي المبكر عالية الجودة (ECCE).
- وضع معايير وأهداف دقيقة، الهدف الأول من التعليم للجميع 2015 وما بعده وتحديد العوامل التمكينية الرئيسية التي يجب أن تسهل الدول الأعضاء للوصول إلى الأهداف المحددة.
- تعزيز التبادل العالمي للممارسات الجيدة.
- وفقًا لليونسكو، فإن المنهج قبل المدرسي هو الذي يقدم المحتوى التعليمي من خلال الأنشطة اليومية ويعزز نمو الطفل البدني والمعرفي والاجتماعي. بشكل عام لا تعترف الحكومات إلا بمناهج ما قبل المدرسة إذا كانت تستند إلى بحث أكاديمي ومراجعتها من قبل الزملاء.
- تعتبر مرحلة ما قبل المدرسة لحقوق الطفل رائدة في مجالات المناهج التمهيدية وتساهم في حقوق الطفل من خلال مناهج ما قبل المدرسة.

## تعليم اليتامى
يعد نقص التعليم خلال سنوات الطفولة المبكرة للأيتام مصدر قلق عالمي. حيث يتعرض الأيتام بشكل كبير لخطر عدم الالتحاق بالمدرسة والعيش في أسر تعاني من قلة الأمن الغذائي والقلق والاكتئاب. التعليم خلال هذه السنوات من شأنه تحسين «الغذاء والتغذية والرعاية الصحية والرعاية الاجتماعية والحماية للطفل.» تنتشر هذه الأزمة بشكل خاص في أفريقيا جنوب الصحراء الكبرى التي تأثرت بشدة من وباء الإيدز. وقد أفادت اليونيسف أن «13.3 مليون طفل (0-17 سنة) في جميع أنحاء العالم فقدوا أحد الوالدين أو كليهما بسبب الإيدز. يعيش حوالي 12 مليون من هؤلاء الأطفال في أفريقيا جنوب الصحراء الكبرى». وعملت السياسات الحكومية مثل سياسة التعليم الأساسي المجاني على توفير التعليم للأطفال الأيتام في هذا المجال، ولكن جودة وشمولية هذه السياسة أثارت انتقادات.

## أبرز معلمي الطفولة المبكرة
- فريد روجرز
- تشارلز يوجين بيتي
- فريديريك فروبل
- إليزابيث هاريسون

### فهرس المراجع
1. ↑  "National Association for the Education of Young Children". About Us. مؤرشف من الأصل في 2019-04-06. اطلع عليه بتاريخ 2018-07-12.
2. ↑  "Best Accredited Online Early Childhood Education Degrees of 2018". Teacher Certification Degrees (بالإنجليزية الأمريكية). Archived from the original on 2019-01-08. Retrieved 2018-10-29.
3. ↑  Eddy، Matthew Daniel (2016). "The Child Writer: Graphic Literacy and the Scottish Educational System, 1700–1820". History of Education. ج. 46: 695–718.
4. 1 2  "Frühpädagogik Studieren!". www.profis-in-kitas.de. Robert Bosch Stiftung. مؤرشف من الأصل في 2009-08-23. اطلع عليه بتاريخ 2009-08-11. {{استشهاد ويب}}: تجاهل المحلل الوسيط |archiv-bot= لأنه غير معروف (مساعدة)
5. ↑  "Early Learning from Birth through Third Grade". National Governor's Association. مؤرشف من الأصل في 1 نوفمبر 2016. اطلع عليه بتاريخ أكتوبر 2020. {{استشهاد ويب}}: تحقق من التاريخ في: |تاريخ الوصول= (مساعدة)
6. ↑  "Why Cities Are Making Preschool Education Available to All Children". مؤرشف من الأصل في 7 فبراير 2015. اطلع عليه بتاريخ 6 فبراير 2015.
7. ↑  "Pre-K Funding from State and Federal Sources". 25 أبريل 2014. مؤرشف من الأصل في 2015-03-11. اطلع عليه بتاريخ 2015-02-06.
8. ↑  "College of Early Childhood Educators". College of Early Childhood Educators. مؤرشف من الأصل في 2019-05-08.
9. ↑  UNESCO (2006). EFA Global Monitoring Report 2007: Strong Foundations - Early Childhood Care and Education (PDF). Paris, UNESCO. مؤرشف من الأصل (PDF) في 2018-06-19.
10. ↑  Kamerman, S. B. 2006. A global history of early childhood education and care. Background paper for EFA Global Monitoring Report 2007. نسخة محفوظة 11 أبريل 2019 على موقع واي باك مشين.
11. ↑  Jones، J.؛ Brown، A.؛ Brown، J. (2011). Caring and Learning Together: A Case Study of Jamaica (PDF). UNESCO Early Childhood and Family Policy Series, No. 21. Paris, UNESCO. مؤرشف من الأصل (PDF) في 2018-09-21.
12. ↑  Nunes، F.؛ Corsino، P.؛ Didonet، V. (2010). Caring and Learning Together: A Case Study of Brazil (PDF). UNESCO Early Childhood and Family Policy Series No. 19. Paris, UNESCO. مؤرشف من الأصل (PDF) في 2017-03-23.
13. ↑  Marope، P.T.M.؛ Kaga، Y. (2015). Investing against Evidence: The Global State of Early Childhood Care and Education (PDF). Paris, UNESCO. ص. 9–11. ISBN:978-92-3-100113-0. مؤرشف من الأصل (PDF) في 2018-10-24.
14. ↑  Oatley، Keith؛ Keltner، Dacher؛ Jenkins، Jennifer M (2007). Understanding emotions (ط. 2nd). Malden, Massachusetts: Blackwell Publishing. ص. 211. ISBN:978-1-4051-3103-2.
15. ↑  Footnote Anning, A and Cullen, J. and Fleer, M. (2004) Early childhood education. London: SAGE.
16. ↑  "The Scope of Early Childhood Education". 20 يوليو 2010. مؤرشف من الأصل في 2018-06-27. اطلع عليه بتاريخ 2015-02-06.
17. ↑  http://web.b.ebscohost.com/ehost/detail/detail?sid=60d09fde-2900-4182-b8c6-711e10461b8d%40sessionmgr111&vid=0&hid=102&bdata=JnNpdGU9ZWhvc3QtbGl2ZQ%3d%3d#AN=EJ805609&db=eric%5Bوصلة+مكسورة%5D Academic Journal Reference
18. ↑  "Early Childhood Teaching Certification | Early Childhood Certification". teaching-certification.com. مؤرشف من الأصل في 2019-03-17. اطلع عليه بتاريخ 2018-10-29.
19. ↑  "EARLY CHILDHOOD/SPECIAL EDUCATION, BSED". https://www.iup.edu/pse/undergrad/early-childhood-special-education-bsed/. 8 مارس 2019. مؤرشف من الأصل في 2017-09-06. اطلع عليه بتاريخ 2019-03-08. {{استشهاد ويب}}: روابط خارجية في |موقع= (مساعدة)
20. ↑  "Early Childhood/Special Education Urban Track, BSEd - Undergraduate Programs - Professional Studies in Education - IUP". iup.edu. مؤرشف من الأصل في 2017-09-06. اطلع عليه بتاريخ 2019-03-08.
21. ↑  "Connecticut Teaching Certification | Become a teacher in CT". teaching-certification.com. مؤرشف من الأصل في 2018-10-29. اطلع عليه بتاريخ 2018-10-29.
22. ↑  Hooper، Alison (3 أكتوبر 2018). "The influence of early childhood teacher certification on kindergarten and first-grade students' academic outcomes". Early Child Development and Care. ج. 188 ع. 10: 1419–1430. DOI:10.1080/03004430.2016.1263623. ISSN:0300-4430.
23. ↑  "Earlychildhood NEWS - Article Reading Center". earlychildhoodnews.com. مؤرشف من الأصل في 2019-05-11. اطلع عليه بتاريخ 2016-11-01.
24. ↑  Winner، Melinda (28 يناير 2009). "The Serious Need for Play". Scientific American. مؤرشف من الأصل في 2014-01-19.
25. ↑  "Benefits Of Play - Learning Activities In Early Childhood - Parenting For Brain". Parenting For Brain (بالإنجليزية الأمريكية). 18 Dec 2016. Archived from the original on 2019-11-12. Retrieved 2017-10-05.
26. ↑  Tassoni, P. (2000) S/NVQ 3 play work. London: Heinemann Educational.
27. ↑  "Glossary of Early Childhood Terms - National Association for the Education of Young Children - NAEYC TYC - Teaching Young Children Magazine". naeyc.org. مؤرشف من الأصل في 16 December 2014. اطلع عليه بتاريخ أكتوبر 2020. {{استشهاد ويب}}: تحقق من التاريخ في: |تاريخ الوصول= (مساعدة)
28. ↑  McGee, M. (2005). Hidden Mathematics in the Preschool Classroom. Teaching Children Mathematics, 11(6), 345-347.
29. ↑  Bendixen-Noe, Mary. "Bringing Play Back to the Classroom: How Teachers Implement Board and Card Games Based on Academic Learning Standards" (PDF) – via The Ohio State University.
30. ↑  Wolpert, Stuart. "Is Technology Producing a Decline in Critical Thinking and Analysis?" UCLA Newsroom. UCLA, 27 Jan. 2009. Web. 5 Feb. 2015.
31. ↑  Education and the brain: what happens when children learn? | University of Cambridge نسخة محفوظة 3 يونيو 2019 على موقع واي باك مشين.
32. ↑  Jonathan Doherty؛ Malcolm Hughes (2009). Child Development: Theory and Practice 0-11. Addison-Wesley, Incorporated. ISBN:978-1-4058-2127-8.
33. ↑  Shapiro، E.؛ Nager، N. (1999). "The Developmental-Interaction Approach to Education: Retrospect and Prospect". Occasional Paper Series. Bank Street College of Education. ج. 1999 ع. 1. مؤرشف من الأصل في 2020-02-14. {{استشهاد بدورية محكمة}}: الاستشهاد بدورية محكمة يطلب |دورية محكمة= (مساعدة)
"Bank Street Developmental Interaction Approach". State of New Jersey Department of Education. مؤرشف من الأصل في 18 نوفمبر 2011.
Casper، V؛ Theilheimer، R (2009). Introduction to early childhood education: Learning together. New York: McGraw-Hill.
34. ↑  McDowall Clark, R (2013). Childhood in Society . London: Learning Matters.
35. ↑  Jones، Denisha (March 8, 2019). "APPLYING MASLOW TO SCHOOLS: A NEW APPROACH TO SCHOOL EQUITY". Defending the Early Years. مؤرشف من الأصل في 26 فبراير 2019. اطلع عليه بتاريخ أغسطس 2020. {{استشهاد بدورية محكمة}}: تحقق من التاريخ في: |تاريخ الوصول= (مساعدة)
36. ↑  Jeffrey Trawick-Smith (2014). Early Childhood Development: A Multicultural Perspective. Pearson Education, Limited. ص. 3. ISBN:978-0-13-335277-1.
37. ↑  "[ARCHIVED CONTENT] Spiritual, moral, social and cultural development - Schools". nationalarchives.gov.uk. مؤرشف من الأصل في 2013-09-03.
38. 1 2 3 4  NIH (2011) Speech and language development milestones, USA: NIDCD: (accessed 15 April 2014). نسخة محفوظة 28 يناير 2016 على موقع واي باك مشين.
39. ↑  Sally Neaum (17 مايو 2013). Child Development for Early Years Students and Practitioners. SAGE Publications. ISBN:978-1-4462-6753-0.
40. ↑  Doherty, J. and Hughes, M. (2009). Child development: theory and practice 0-11. Harlow: Longman.
41. ↑  Vygotsky، Lev S. (1978). Cole، Michael؛ John-Steiner، Vera؛ Scribner، Sylvia؛ Souberman، Ellen (المحررون). Mind in Society: the Development of Higher Psychological Processes. مؤرشف من الأصل في 2020-01-26.
42. 1 2  Deborah، Leong (8 مارس 2019). "Pioneers In Our Field: Lev Vygotsky - Playing to Learn". https://www.scholastic.com/teachers/articles/teaching-content/pioneers-our-field-lev-vygotsky-playing-learn/. مؤرشف من الأصل في 2019-02-25. اطلع عليه بتاريخ 2019-03-08. {{استشهاد ويب}}: روابط خارجية في |موقع= (مساعدة)
43. 1 2  Mohammad، Khatib (ديسمبر 2010). "Vygotsky's Zone of Proximal Development: Instructional Implications and Teachers' Professional Development" (PDF). English Language Teaching: 12. مؤرشف من الأصل (PDF) في 2019-04-11.
44. 1 2  Jaramillo، J (1996). "Vygotsky's Sociocultural Theory and Contributions to the Development of Constructivist Curricula". Education. ج. 117 ع. 1: 133–140.
45. ↑  McDevitt, T.M. & Ormrod, J.E. (2016). Cognitive Development: Piaget and Vygotsky. In Child Development and Education. (pp. 196-235). Pearson.
46. ↑  Smith، L (1985). "Making Educational Sense of Piaget's Psychology". Oxford Review of Education. ج. 11 ع. 2: 181–191. DOI:10.1080/0305498850110205.
47. 1 2  "Jean Piaget: Champion of children's ideas". Scholastic Early Childhood Today. ج. 15 ع. 5: 43. 2001.
48. ↑  McCarrick؛ Xiaoming (2007). "Buried treasure: the impact of computer use on young children's social, cognitive, language development and motivation". AACE Journal. ج. 15 ع. 1: 73–95.
49. ↑  Piaget، J (1997). "Development and Learning". Readings on the Development of Children: 7–20.
50. ↑  Plowman؛ Stephen (2003). "A 'beginning addition'? Research on ICT and preschool children". Journal of Computer Assisted Learning. ج. 19 ع. 2: 149–164. DOI:10.1046/j.0266-4909.2003.00016.x. hdl:1893/459.
51. ↑  "Constructivism as a Paradigm for Teaching and Learning". Thirteen | Ed Online. Educational Broadcasting Corporation. 2004. مؤرشف من الأصل في 2019-11-05.
52. ↑  Kamii؛ Ewing (1996). "Basing teaching on piaget's constructivism". Childhood Education. ج. 72 ع. 5: 260. DOI:10.1080/00094056.1996.10521862.
53. ↑  Kato؛ Kamii, Ozaki, Nagahiro (2002). "Young Children's Representations of Groups of Objects: The Relationship Between Abstraction and Representation". Journal for Research and Mathematics Education. ج. 33 ع. 1: 30–45. DOI:10.2307/749868. JSTOR:749868.{{استشهاد بدورية محكمة}}:  صيانة الاستشهاد: أسماء متعددة: قائمة المؤلفين (link)
54. ↑  Simon؛ Tzur, Heinz, Kinzel (2004). "Explicating a mechanism for conceptual learning' elaborating the construct of reflective abstraction". Journal for Research and Mathematics Education. ج. 35 ع. 5: 305–329. DOI:10.2307/30034818. JSTOR:30034818.{{استشهاد بدورية محكمة}}:  صيانة الاستشهاد: أسماء متعددة: قائمة المؤلفين (link)
55. ↑  Towns (2010). "Computer education and computer use by preschool educators". بروكويست 365702854. {{استشهاد بدورية محكمة}}: الاستشهاد بدورية محكمة يطلب |دورية محكمة= (مساعدة) وtemplatestyles stripmarker في |المعرف= في مكان 1 (مساعدة)
56. ↑  Sims، Ronald R (1983). "Kolb's Experiential LearningTheory:A Framework for Assessing Person-Job Interaction". Academy of Management Review. ج. 8: 501–508. DOI:10.5465/amr.1983.4284610.
57. ↑  "ERIC - Using Kolb's Learning Cycle to Improve Student Learning., Engineering Education, 1987". ed.gov. مؤرشف من الأصل في 2019-06-22.
58. ↑  McLeod, S. A. (2013). Kolb - Learning Styles. Retrieved from www.simplypsychology.org/learning-kolb.html
59. ↑  "David Kolb". مؤرشف من الأصل في 2017-11-20. اطلع عليه بتاريخ 2015-02-06.
60. ↑  Connecticut Office of Early Childhood Planning, 2013
61. ↑  Dougherty and Haith of the جامعة دنفر, "Infant Expectations and Reaction Time as Predictors of Childhood Speed of Processing and IQ", published in volume 33 (1997) of the journal Developmental Psychology.
62. ↑  Coleman, J. S., Campbell, E. Q., Hobson, C. J., McPartland, J., Mood, A. M., Weinfeld, F. D., & York, R. L. (1966). Equality of educational opportunity: Summary report (Vol. 2). US Department of Health, Education, and Welfare, Office of Education.
63. 1 2  "Our History". HighScope (بالإنجليزية الأمريكية). Archived from the original on 2019-06-04. Retrieved 2019-06-04.
64. 1 2  Hohmann and Weikart. "Educating Young Children: Active Learning Practices for Preschool and Child Care Programs [Excerpt from Educating Young Children (pages 13-41), a curriculum guide from High/Scope Educational Research Foundation]" (PDF). مؤرشف من الأصل (PDF) في 2019-06-04. اطلع عليه بتاريخ 2019-06-04. [تحقق من المصدر]
65. 1 2  Epstein, A. S. Essentials of active learning in preschool. HighScope Press, 2007
66. 1 2  Miller, Linda; Pound, Linda (10 Dec 2010). "Chapter 7: The HighScope Approach". Theories and Approaches to Learning in the Early Years (بالإنجليزية). SAGE. pp. 101–104. ISBN:9781446210239. Archived from the original on 2019-12-10.
67. ↑  World Bank World Development Report 2019: The Changing Nature of Work. نسخة محفوظة 6 سبتمبر 2019 على موقع واي باك مشين.
68. ↑  Council of Economic Advisers (2015). "The economics of early childhood investments" (PDF). مؤرشف من الأصل (PDF) في 2019-11-16. اطلع عليه بتاريخ 2019-06-16.
69. ↑  Schweinhart, L. J., J. Montie, Z. Xiang, W. S. Barnett, C. R. Belfield, and M. Nores (2005). Lifetime effects: The High/Scope Perry Preschool Study through age 40 (Monographs of the High/Scope Educational Research Foundation, 14). Ypsilanti, MI: High Scope Educational Research Foundation.
70. ↑  Heckman، James J؛ Karapakula، Ganesh (2019). "The Perry Preschoolers at Late Midlife: A Study in Design-Specific Inference". مؤرشف من الأصل في 2019-11-09 – عبر National Bureau of Economic Research. {{استشهاد بدورية محكمة}}: الاستشهاد بدورية محكمة يطلب |دورية محكمة= (مساعدة)
71. ↑  Heckman، James J؛ Karapakula، Ganesh (2019). "Intergenerational and Intragenerational Externalities of the Perry Preschool Project". مؤرشف من الأصل في 2019-11-09 – عبر National Bureau of Economic Research. {{استشهاد بدورية محكمة}}: الاستشهاد بدورية محكمة يطلب |دورية محكمة= (مساعدة)
72. ↑  "Rice University School Literacy and Culture -- High/Scope Perry Preschool Study". centerforeducation.rice.edu. مؤرشف من الأصل في 2018-12-24. اطلع عليه بتاريخ 2019-06-04.
73. ↑  "What's Not On The Test: The Overlooked Factors That Determine Success". NPR.org (بالإنجليزية). Archived from the original on 2019-11-12. Retrieved 2019-06-04.
74. ↑  here Slate article: Waldfogel, Joel. "Teach Your Children Well: The economic case for preschool based on working paper: James J. Heckman, Dimitriy V. Masterov. "The Productivity Argument for Investing in Young Children." NBER Working Paper No. 13016, Issued in April 2007." Slate Online, Posted Friday, 25 May 2007, accessed 30 May 2007 نسخة محفوظة 5 أغسطس 2011 على موقع واي باك مشين.
75. ↑  "Race to the Top -- Early Learning Challenge". ed.gov. نوفمبر 2018. مؤرشف من الأصل في 2019-12-10.
76. ↑  "Race to the Top -- Early Learning Challenge". www2.ed.gov (بالإنجليزية). 26 Sep 2018. Archived from the original on 2019-12-10. Retrieved 2018-10-29.
77. ↑  "The Strong Start for America's Children Act of 2013 (H.R. 3461)". house.gov. مؤرشف من الأصل في 17 ديسمبر 2014.
78. ↑  Children’s Defense Fund, 2014
79. ↑  "Office of Head Start". 2 أكتوبر 2015. مؤرشف من الأصل في 2016-06-28.
80. ↑  "UNESCO: Preschool Curricula" (PDF). UNESCO. مؤرشف من الأصل في 5 يوليو 2010. اطلع عليه بتاريخ 27 فبراير 2010.
81. ↑  "World Conference on Early Childhood Care and Education, Moscow (Russia), 27-29 September 2010". مؤرشف من الأصل في 2019-05-28.
82. ↑  "Preschool for Child Rights". مؤرشف من الأصل في 2019-01-06.
83. ↑  Jepkemboi، Grace؛ Jolly، Pauline؛ Gillyard، KaNesha؛ Lissanu، Lydia (سبتمبر 2016). "Educating Orphaned and Vulnerable Children in Elgeyo-Marakwet County, Kenya". Childhood Education. ج. 92 ع. 5: 391–395. DOI:10.1080/00094056.2016.1226114. ISSN:0009-4056. PMC:5383207. PMID:28392577.
84. ↑  Robson، Sue؛ Kanyanta، Sylvester Bonaventure (يوليو 2007). "Moving towards inclusive education policies and practices? Basic education for AIDS orphans and other vulnerable children in Zambia". International Journal of Inclusive Education. ج. 11 ع. 4: 417–430. DOI:10.1080/13603110701391386. ISSN:1360-3116.

## روابط خارجية
- مصادر في مكتبتك

- "Early Childhood Care and Education". UNESCO. مؤرشف من الأصل في 7 نوفمبر 2010.
- "World Organization for Early Childhood Education (OMEP)". مؤرشف من الأصل في 2019-10-04.
- "National Institute for Early Education Research". مؤرشف من الأصل في 2020-04-02.
- "Early Childhood Education". National Education Association. مؤرشف من الأصل في 2020-04-17.
- "Heckman Equation for Investing in Early Human Development". مؤرشف من الأصل في 2020-03-16.